# Кубанский, Георгий Владимирович
Георгий Владимирович Кубанский (1907—1976) — советский писатель.

## Биография
Георгий Кубанский (Шинкар) родился в 1907 году в Баку, юность провёл в Краснодарском крае. Учился и работал в Ленинграде, а последние годы жизни провёл в Москве. В первые дни Великой Отечественной войны добровольцем ушёл на фронт и воевал в качестве офицера-связиста. Был трижды ранен, а за своё боевое мужество и отвагу был награждён орденами и медалями. Конец войны застал Кубанского в Австрии.
Писать Кубанский начал довольно рано, а первые его рассказы появились в журналах в 1920-е годы. После завершения Великой Отечественной войны возвратился к литературной деятельности, среди результатов которой наиболее известны произведения, в основу которых легли его военные воспоминания.

## Произведения
- Кубанский Г., Тевелев М. Отважный рейд. — М.: Цедрам, 1935. (пьеса)
- Дорога в Пешт
- Мои товарищи
- Гвардии капитана
- Тайна реки Семужьей
- На чужой палубе
- Сашок уходит в море
- Команда осталась на судне
- Лавина
- Гринька — «Красный мститель»

## Экранизации
В 1939 году по сценарию Кубанского, основанному на его рассказах о героической работе советских лётчиков в пограничных районах СССР, режиссёр Михаил Калатозов поставил фильм «Мужество».

## Награды
- Орден Красной Звезды
- Медаль «За боевые заслуги»
- Медаль «За взятие Будапешта»
- Медаль «За победу над Германией в Великой Отечественной войне 1941–1945 гг.»
- Орден Красной Звезды